# USS Oglala (CM-4)
La USS Oglala (CM-4) fu una posamine della United States Navy. Varata nel 1907 col nome di SS Massachusetts, era originariamente una nave passeggeri. Acquistata dalla United States Navy nel 1917 e ribattezzata Shawmut, fu impiegata come mine planter Nel 1928 fu rinominata Oglala, in onore della tribù indiana Oglala Sioux, ed impiegata prima come posamine ed in seguito come nave ausiliaria

## Servizio come nave passeggeri
Costruita per la Eastern Steamship Company nei cantieri della William Cramp and Sons di Filadelfia, la SS Massachusetts fu varata nel 1907. Copriva la tratta Boston-New York nelle ore notturne, attraversando durante il tragitto il Canale di Cape Cod ed il Long Island Sound.

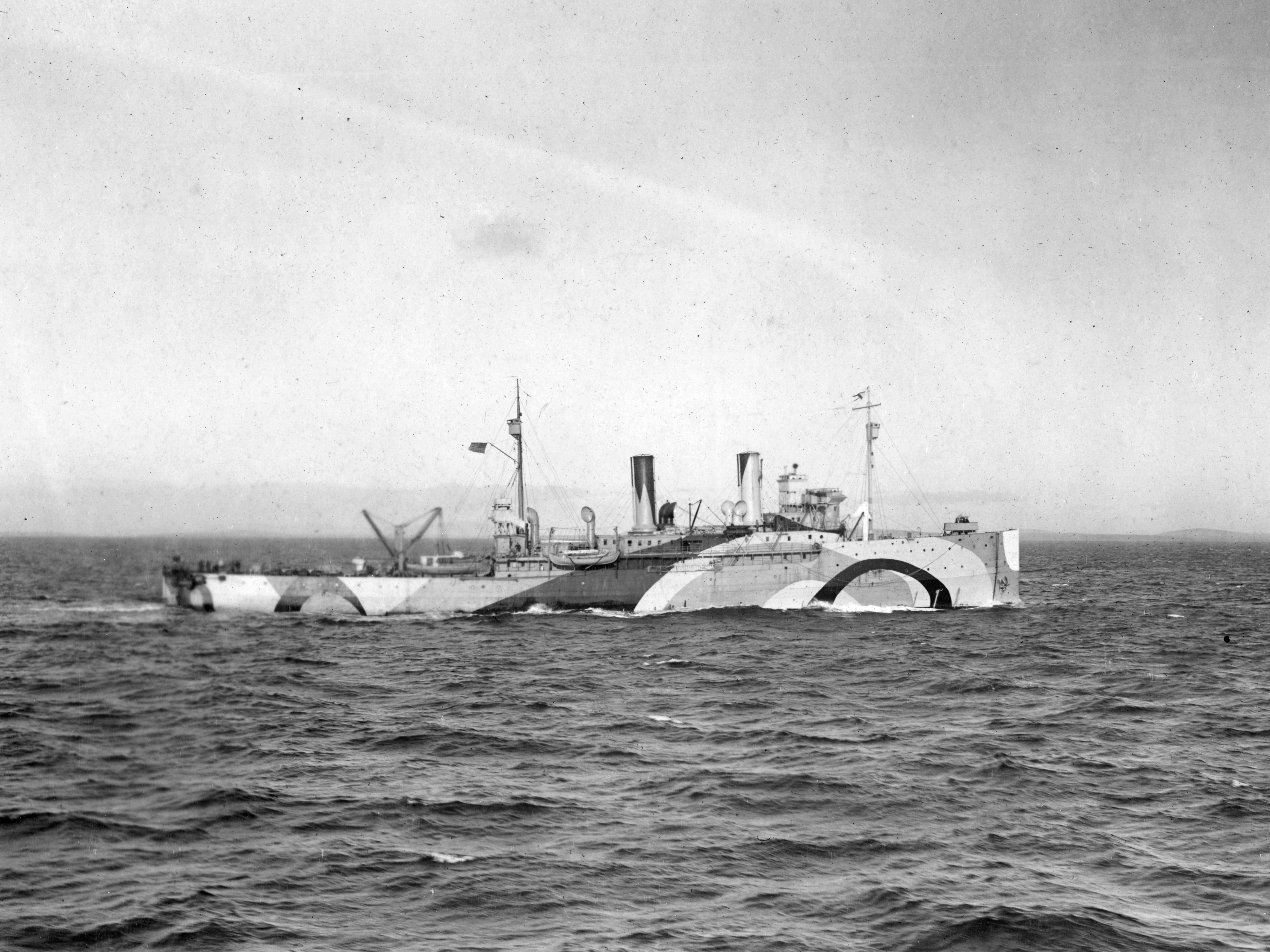
La Shawmut in navigazione nel Mare del Nord, 1918

## Prima guerra mondiale
Durante la prima guerra mondiale fu acquistata dalla United States Navy e fu convertita in mine planter, tipologia di nave assegnata all'installazione ed alla manutenzione delle difese costiere subacquee. La nave entrò in servizio il 7 dicembre 1917 mantenendo il nome Massachusetts e col pennant number ID-1255. Il 7 gennaio 1918 fu rinominata Shawmut. In giugno arrivò in Gran Bretagna, lì rimase fino al termine del conflitto aiutando ad installare difese anti-sottomarino nel Mare del Nord. Durante questo periodo, sotto al comando del capitano Wat Tyler Cluverius, Jr. la Shawmut installò 2.970 mine.
Nel dicembre 1918 tornò negli Stati Uniti.

## Tra le due guerre
Per i due decenni successivi servì come nave appoggio idrovolanti e posamine. Nel 1920, in virtù del cambio di ruolo, ricevette il nuovo pennant number CM-4. Per evitare confusioni con la Chaumont, la cui pronuncia in lingua inglese è molto simile a Shawmut, il 1º gennaio 1928 il nome della nave fu cambiato in Oglala, come omaggio alla tribù indiana degli Oglala Sioux.
Nello stesso periodo fu sottoposta a lavori di ammodernamento, tra cui l'adozione di nuove caldaie, che cambiarono anche la linea della nave, riducendo i fumaioli da due e uno. Nel 1934 la Oglala fu la nave ammiraglia della Spedizione Survey nelle Isole Aleutine. Nonostante l'età avanzata e le molte carenze derivanti dalle origini civili, la Oglala fu la posamine principale della United States Navy nei primi anni quaranta, servendo sotto il comando del capitano John L. Collis. Il 7 dicembre 1941, durante l'attacco di Pearl Harbor, investita dall'esplosione di una bomba e di un siluro, la Oglala si rovesciò prima su un fianco e poi affondò.

## Seconda guerra mondiale

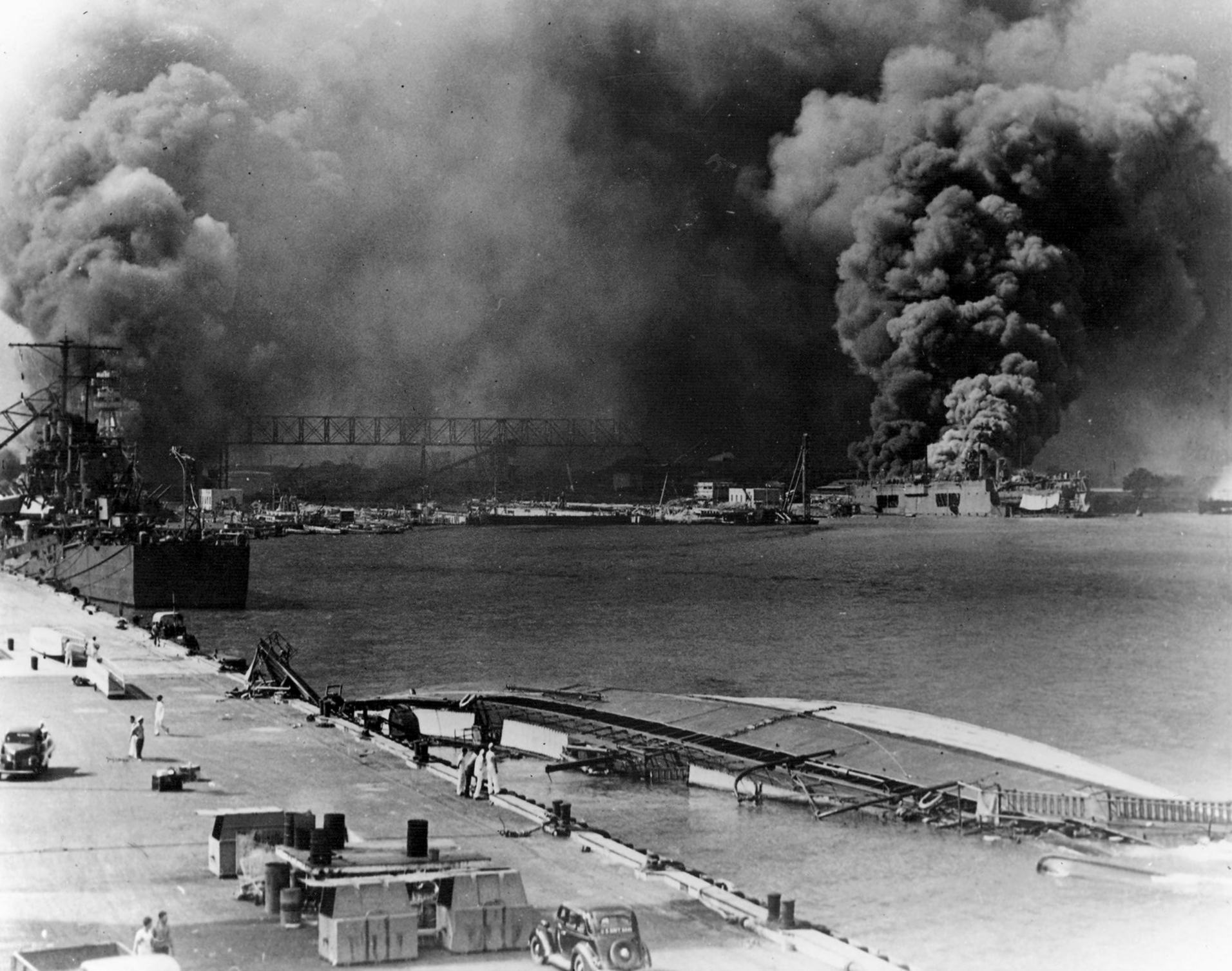
La Oglala affondata davanti al molo 1010, sulla sinistra la Helena

### Pearl Harbor
La mattina del 7 dicembre 1941 la Oglala, nave ammiraglia della forza posamine della flotta del Pacifico, era ancorata vicino all'incrociatore leggero Helena. Durante la prima ondata, un siluro lanciato da un aerosilurante giapponese passò sotto alla Oglala e colpì la Helena sul lato di dritta. L'esplosione del siluro sfondò lo scafo all'altezza del ponte di comando e la posamine iniziò ad imbarcare acqua. L'esplosione di una bomba caduta nelle vicinanze causò ulteriori danni. L'integrità dei compartimenti stagni era compromessa dall'età della nave, e non si riuscì a fermare l'allagamento dello scafo. Quando fu chiaro che la nave sarebbe probabilmente affondata, la Oglala fu spostata a poppa dell'Elena, in modo da evitare che quest'ultima si ritrovasse spinta contro il molo dallo sprofondare della posamine. Circa due ore dopo aver ricevuto il danno iniziale, la Oglala si rovesciò sul lato di babordo ed affondò davanti al molo 1010.

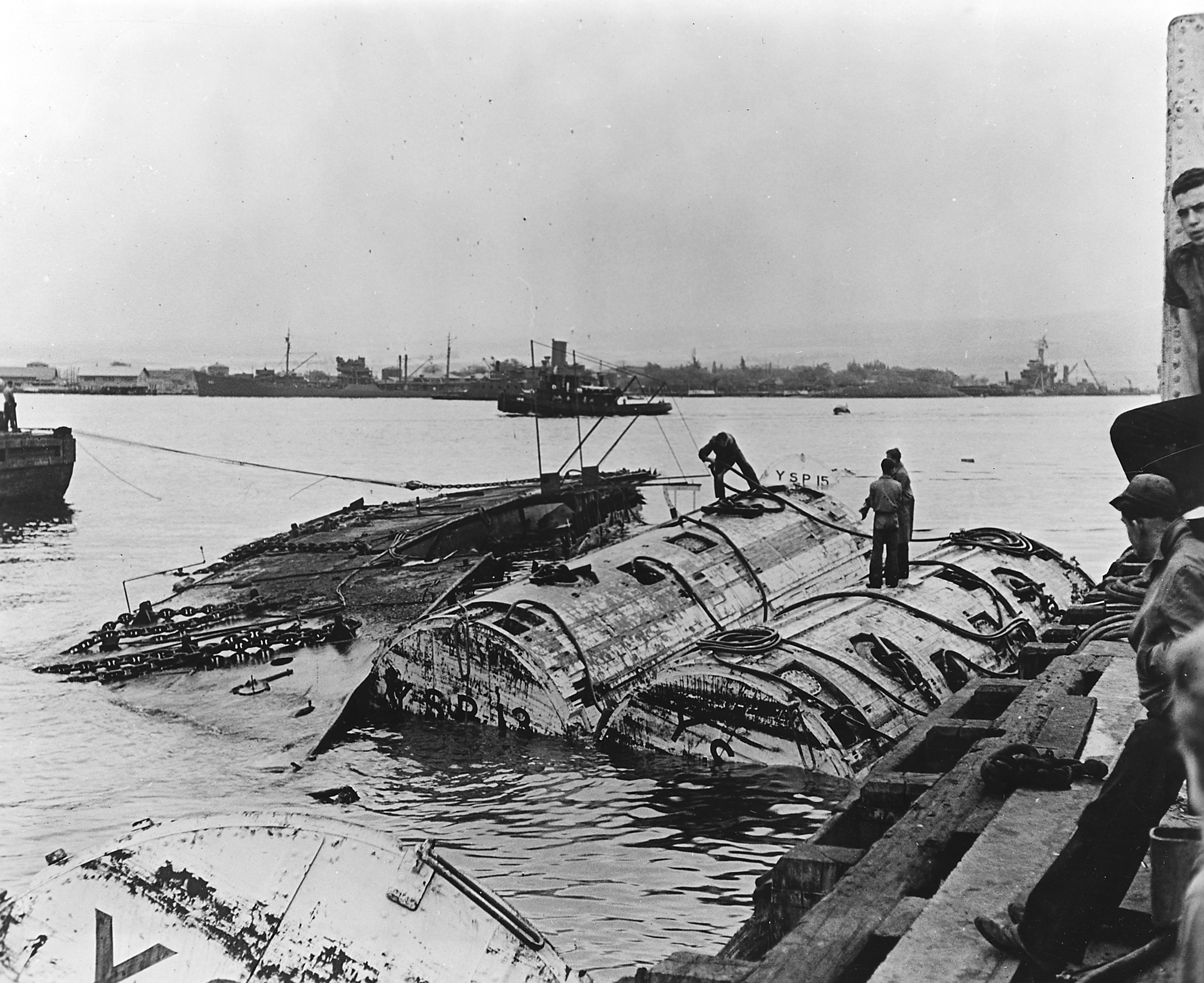
Primo tentativo di risollevare lo scafo della Oglala, 11 aprile 1942

### Il recupero e la ricostruzione
Inizialmente la Oglala fu ritenuta irrecuperabile e l'unico obiettivo era di rimuovere il relitto per liberare spazio prezioso davanti, ma in seguito si decise di recuperare e riparare la nave. Le operazioni di recupero furono lunghe e complesse, data la difficoltà di raddrizzare la nave e di rimetterla in condizioni di galleggiare, il tutto aggravato dalla scarsa stabilità dell'Oglala. Dai quindici ai diciotto sommozzatori furono impegnati per quasi 2.000 ore nei lavori di recupero, durante i quali ripararono le falle nello scafo, lo assicurarono con catene, tagliarono le sovrastrutture indesiderate e completarono molti altri compiti.
Dopo la rimozione della sovrastrutture, dieci pontoni tentarono di raddrizzare la nave, mentre veniva pompata aria nello scafo nel tentativo di alleggerirlo. Il primo tentativo, effettuato l'11 aprile 1942, fallì quando diverse catene di collegamento si spezzarono. Un secondo tentativo, effettuato dodici giorni dopo, ebbe successo.
La Oglala fu rimessa in verticale, ma ancora gran parte della nave era sott'acqua. Le fu costruita intorno una grande diga di palancole in legno, per permettere di isolare lo scafo dall'acqua. La nave fu rimessa a galla in giugno, ma il 25-26 giugno la nave riaffondò a causa del guasto di una pompa che portò al ri-allagamento dello scafo. Riportata a galla il 29 giugno, affondò una terza volta dopo il cedimento della diga. La Oglala fu ri-sollevata ancora, ma il 2 luglio una grave incendio scoppiato a bordo rischiò di far affondare la nave una quarta volta. Tuttavia, il giorno dopo la Oglala fu finalmente trasportata in un bacino di carenaggio, portando a termine un lavoro di recupero che divenne leggenda tra gli addetti ai lavori. Fu sottoposta a riparazioni temporanee fino a dicembre 1942, quando lasciò Pearl Harbor Harbor in direzione della West Coast per essere rimessa in servizio attivo.

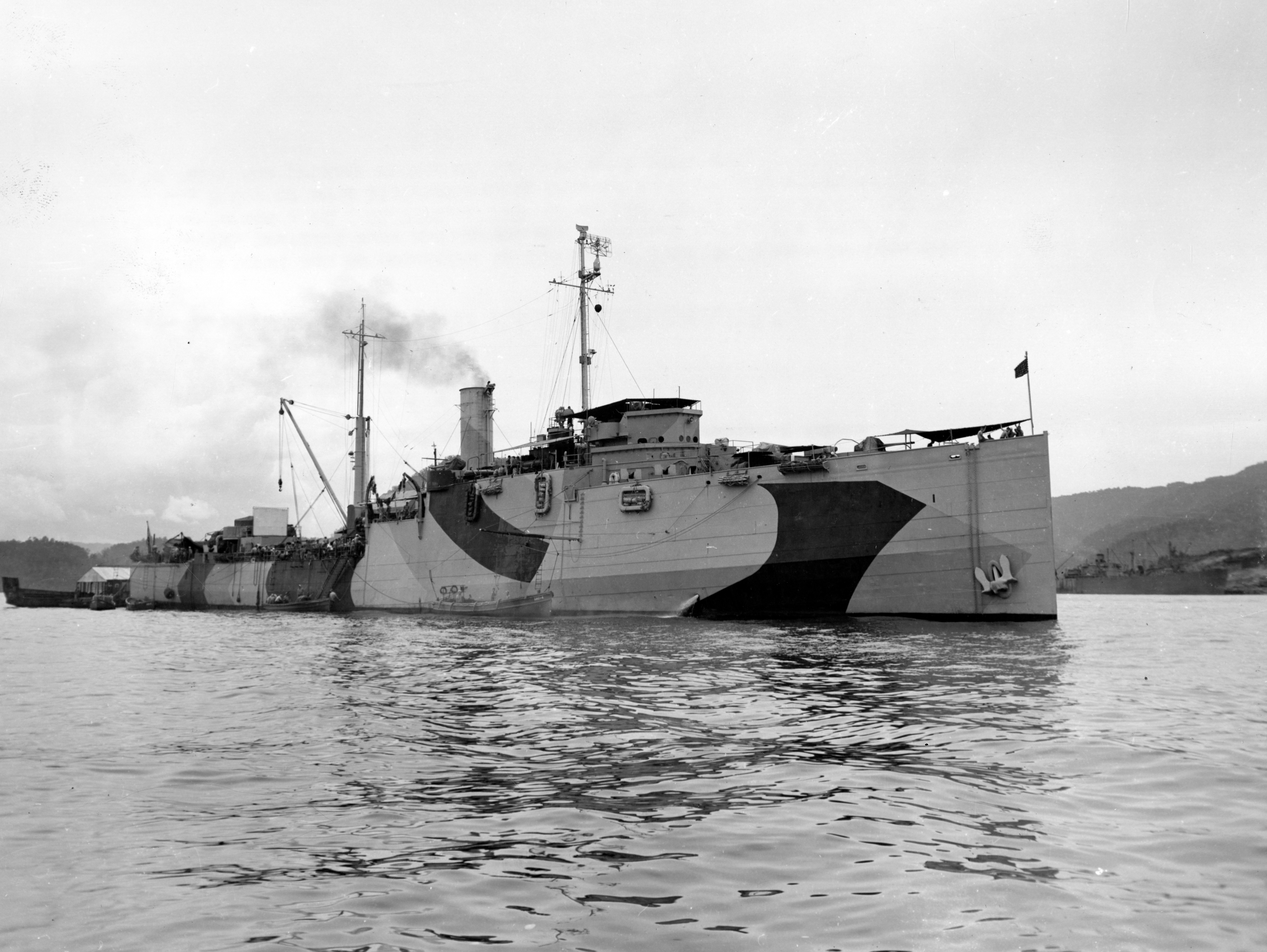
La Oglala nel Pacifico, circa 1944

### 1943-1945
Tra il 1943 ed il 1944, la vecchia nave fu riparata e definitivamente convertita in internal combustion engine repair ship, una tipologia di nave ausiliaria della United States Navy, specializzata nella riparazione di motori diesel e benzina utilizzati dai mezzi della marina. Nel maggio 1943 ricevette il nuovo pennant number ARG-1 e rientrò in servizio a fine febbraio 1944. In aprile arrivò nella Baia di Milne, in Nuova Guinea, dove eseguì compiti di pattugliamento, posizionamento di mine e trasporto. In luglio spostò le sue attività a Hollandia (oggi Jayapura), mentre a dicembre si trasferì a Leyte, nelle Filippine.

## Dopoguerra
Tornata nella West Coast nei primi mesi del 1946, la Oglala fu radiata nel luglio dello stesso anno e trasferita sotto la custodia della Commissione Marittima. Rimase nella base di Benicia, in California, come parte della Suisun Bay National Defense Reserve Fleet fino a settembre 1965, quando fu venduta alla Shipbreakers Joffee di Richmond per essere demolita.

## Onorificenze
La Oglala ricevette una Battle star per il servizio reso nella seconda guerra mondiale.